# Incident aeri entre l'Azerbaidjan i Rússia de 2020
El 9 de novembre de 2020, es va produir un incident aeri entre l'Azerbaidjan i Rússia en el qual un helicòpter d'atac rus Mil Mi-24 (Denominació OTAN «Hind») va ser abatut per les Forces Armades de l'Azerbaidjan durant la guerra de l'Alt Karabakh de 2020. Va ser abatut prop d'Araxes, a Armènia, a pocs quilòmetres de la República Autònoma de Nakhtxivan de l'Azerbaidjan lluny de territori en disputa, per un sistema de defensa aèria portàtil (MANPADS). Dels tres tripulants, tots russos, ha mort dos i l'altre ha resultat ferit. Poc després, les autoritats azerbaidjanesos van reconèixer tots els fets, es van disculpar-se, van assegurar que es va tractar d'un «accident» i es van mostrar disposats a pagar la compensació que correspongui.

## Context
L'incident aeri es va produir durant una guerra per la regió en disputa de l'Alt Karabakh, que està controlada de facto per l'autoproclamada i no reconeguda República d'Artsakh, que compta amb el suport de la seva aliada, Armènia, però que és part de iure de l'Azerbaidjan. El 8 de novembre de 2020, les forces azerbaidjaneses van prendre el control de Shusha, la segona ciutat més important de la regió després de la seva capital Stepanakert i de la qual es troba a 15 km, després d'una batalla de quatre dies sobre la ciutat. Aquests dos fets van succeir poc abans que s'anunciés públicament l'acord.

## Fets
L'abatiment de l'helicòpter va tenir lloc el 9 de novembre de 2020, prop de Yeraskh, a Armènia, a pocs quilòmetres de la República Autònoma de Nakhtxivan de l'Azerbaidjan, i a uns 70 quilòmetres de la frontera amb l'Alt Karabkh, per un sistema de defensa aèria portàtil (MANPADS). L'helicòpter acompanyava el comboi de la Base Militar 102 de Rússia en Gyumri.
En un comunicat, el Ministeri d'Afers Exteriors de l'Azerbaidjan va admetre l'abatiment del helicòpter que es va produir a les 18:30 UTC+04:00. Va explicar que l'helicòpter havia estat volant a baixa altitud durant hores de foscor, i fora de «la zona de detecció del radar de defensa aèria» i que «els helicòpters de la Força Aèria Russa no han estat vists abans en aquella zona». Per això i altres factors, van assegurar, «la tripulació de combat de torn va prendre la decisió d'obrir foc", deia la declaració». També es va disculpar produndament per aquest error, qualificant-lo de tràgic, i es van mostrar disposats a pagar la compensació que correspongui.
El Ministeri d'Afers Exteriors de Rússia va tuitejar més tard: «Considerem positiu el fet que Bakú reconegués que era el culpable sense demora».
La base militar russa a Armènia i la Fiscalia General de l'Azerbaidjan van iniciar una recerca sobre l'incident.

## Reaccions
- OSTC - L'organització de la qual Rússia és membre, va emetre una declaració, expressant la seva preocupació per l'abatiment.[12]
- Armènia - El Ministeri d'Afers Exteriors va tuitejar que «el tràgic incident (...) es va produir lluny de la zona de conflicte de l'Alt Karabakh, on no s'havien registrat enfrontaments militars durant aquest període. Des d'aquesta perspectiva, les afirmacions de la part azerbaidjanesa i els intents de justificar-ho són falsos i infundats».[13]